# Dans Ločmelis
Dans Ločmelis (né le 21 janvier 2004 à Jelgava en Lettonie) est un joueur professionnel letton de hockey sur glace. Il évolue à la position de centre dans les rangs seniors depuis 2020. Son frère Ingus est aussi un joueur de hockey sur glace.

## Biographie
Fils de Vitauts et Ilze Ločmelis, Dans Ločmelis étudie à Rigas First Distance High School avant de commencer sa carrière dans sa Lettonie natale. Il rejoint rapidement la Suède pour son développement. Il fait ses débuts seniors durant une saison marquée par la pandémie de Covid-19 où il s'aligne pour le HK Mogo. Reconnu pour sa vision du jeu, il est sélectionné par les Bruins de Boston en 2022. Lors de sa saison de repêchage, il joue deux matchs avec le Luleå HF, se qui lui cause une suspension lorsqu'il intègre les Minutemen de l'UMass, les joueurs universitaires étant interdits de jouer au niveau professionnel.
En 2023, Ločmelis intègre l'équipe de l'UMass et joue 30 matchs après sa suspension à sa première année. L'année suivante, il joue les 40 matchs de l'équipe et est l'unique marqueur des Minutemen dans la finale régionale du Frozen Four contre les Broncos de Western Michigan, ce qui aurait permit à l'équipe de participer au championnat national. Après la saison, il signe un contrat d'entrée de trois ans avec les Bruins de Boston en plus d'un essai professionnel avec leur club-école, les Bruins de Providence, pour terminer la présente campagne. Il fait sa place rapidement dans l'équipe, marquant une moyenne de deux points par match pour la fin de la saison. Après un début de séries éliminatoires plus ordinaire, il quitte l'équipe pour rejoindre son équipe nationale en vue du championnat du monde.

### Carrière internationale
Ločmelis représente la Lettonie au niveau international. Pendant son adolescence, il représente le pays autant au niveau junior que senior. Il est membres des équipes lettones qui jouent deux championnats du monde juniors en 2022 dû à la suspension de l'équipe russe. Il fait partie de la formation lettone ayant remporté une médaille de bronze au mondial de 2023, une première dans le pays. Il est capitaine de la formation junior l'année suivante, il est alors le seul participant ayant une médaille au championnat senior. Dans ce championnat, il est suspendu après un coup à la tête contre Ryan Leonard.

## Statistiques

### En club
| Saison    | Équipe               | Ligue           |                            | Saison régulière           | Saison régulière           | Saison régulière           | Saison régulière           | Saison régulière           |                            | Séries éliminatoires       | Séries éliminatoires       | Séries éliminatoires       | Séries éliminatoires | Séries éliminatoires |
| Saison    | Équipe               | Ligue           | PJ                         | B                          | A                          | Pts                        | Pun                        | PJ                         | B                          | A                          | Pts                        | Pun                        |                      |                      |
| 2018-2019 | HS Riga 15           | Lettonie U17    | Statistiques indisponibles | Statistiques indisponibles | Statistiques indisponibles | Statistiques indisponibles | Statistiques indisponibles | Statistiques indisponibles | Statistiques indisponibles | Statistiques indisponibles | Statistiques indisponibles | Statistiques indisponibles |                      |                      |
| 2019-2020 | Luleå HF U16         | U16 Elit        | 24                         | 34                         | 28                         | 62                         | 8                          | 6                          | 6                          | 7                          | 13                         | 0                          |                      |                      |
| 2019-2020 | Luleå HF U16         | U16 SM          | 3                          | 0                          | 5                          | 5                          | 2                          | -                          | -                          | -                          | -                          | -                          |                      |                      |
| 2019-2020 | Luleå HF J18         | J18 Elit        | 3                          | 1                          | 0                          | 1                          | 0                          | -                          | -                          | -                          | -                          | -                          |                      |                      |
| 2019-2020 | Luleå HF J18         | J18 Allsvenskan | 3                          | 1                          | 0                          | 1                          | 0                          | -                          | -                          | -                          | -                          | -                          |                      |                      |
| 2020-2021 | Luleå HF J18         | J18 Region      | 3                          | 1                          | 1                          | 2                          | 0                          | -                          | -                          | -                          | -                          | -                          |                      |                      |
| 2020-2021 | Luleå HF J20         | J20 Nationell   | 9                          | 3                          | 0                          | 3                          | 0                          | -                          | -                          | -                          | -                          | -                          |                      |                      |
| 2020-2021 | HK Mogo              | Optibet līga    | 9                          | 3                          | 0                          | 3                          | 2                          | 6                          | 1                          | 0                          | 1                          | 2                          |                      |                      |
| 2021-2022 | Luleå HF J18         | J18 Region      | 3                          | 3                          | 3                          | 6                          | 2                          | -                          | -                          | -                          | -                          | -                          |                      |                      |
| 2021-2022 | Luleå HF J18         | J18 Nationell   | 5                          | 2                          | 4                          | 6                          | 14                         | 1                          | 0                          | 1                          | 1                          | 0                          |                      |                      |
| 2021-2022 | Luleå HF J20         | J20 Nationell   | 44                         | 18                         | 34                         | 16                         | 5                          | 1                          | 1                          | 2                          | 0                          |                            |                      |                      |
| 2021-2022 | Luleå HF             | SHL             | 2                          | 0                          | 0                          | 0                          | 0                          | -                          | -                          | -                          | -                          | -                          |                      |                      |
| 2022-2023 | Luleå HF J20         | J20 Nationell   | 44                         | 25                         | 34                         | 59                         | 22                         | 6                          | 4                          | 3                          | 7                          | 2                          |                      |                      |
| 2023-2024 | Minutemen de l'UMass | NCAA            | 30                         | 7                          | 7                          | 14                         | 4                          | -                          | -                          | -                          | -                          | -                          |                      |                      |
| 2024-2025 | Minutemen de l'UMass | NCAA            | 40                         | 8                          | 25                         | 33                         | 8                          | -                          | -                          | -                          | -                          | -                          |                      |                      |
| 2024-2025 | Bruins de Providence | LAH             | 6                          | 3                          | 9                          | 12                         | 2                          | 4                          | 0                          | 1                          | 1                          | 0                          |                      |                      |

### En équipe nationale
| Année     | Compétition                          |   | PJ | B | A | Pts | Pun | +/-                                 |  | Résultat |
| 2021      | Championnat du monde moins de 18 ans | 4 | 1  | 0 | 4 | 4   | -3  | 5e place, groupe A                  |  |          |
| 2022      | Championnat du monde moins de 18 ans | 4 | 1  | 2 | 3 | 0   | -5  | 4e place, groupe B                  |  |          |
| 2022      | Championnat du monde junior D1A      | 5 | 1  | 0 | 1 | 0   | +2  | 2e place - Promotion                |  |          |
| 2022      | Championnat du monde junior          | 5 | 1  | 1 | 2 | 4   | -3  | Quarts de finale                    |  |          |
| 2023      | Championnat du monde junior          | 6 | 3  | 0 | 3 | 0   | -2  | 5e place, groupe B - Relégation     |  |          |
| 2023      | Championnat du monde                 | 9 | 2  | 1 | 3 | 0   | +2  | Médaille de bronze                  |  |          |
| 2024      | Championnat du monde junior          | 5 | 2  | 3 | 5 | 4   | -2  | Quarts de finale                    |  |          |
| 2024      | Championnat du monde                 | 5 | 0  | 0 | 0 | 0   | -4  | 5e place, groupe B                  |  |          |
| 2024-2025 | JO - Qualifications                  | 3 | 1  | 1 | 2 | 2   | 0   | 1re place, groupe E - Qualification |  |          |
| 2025      | Championnat du monde                 | 7 | 4  | 2 | 6 | 8   | 0   | 5e place, groupe A                  |  |          |